# فودفيل

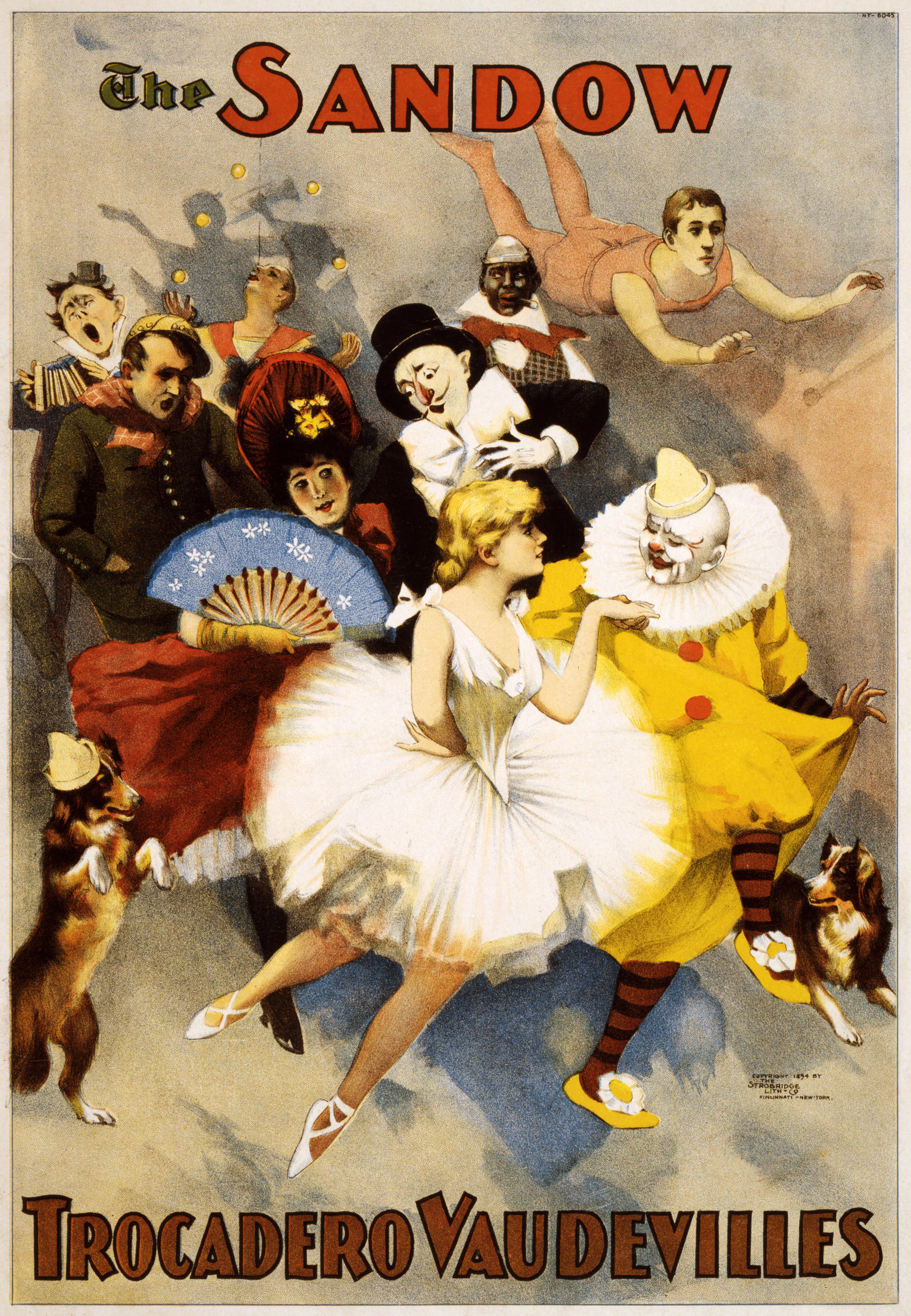
بوستر ترويجي للساندو تروكاديرو ڤودڤيليز (1894)، تظهر الراقصين والمهرجين وفناني الأرجوحة والكلاب بالملابس

ڤودڤيل (بالفرنسية: Vaudeville)‏ هو نوع مسرحي من وسائل الترفيه المتنوعة وكان شعبيًا خاصة في الولايات المتحدة وكندا منذ بداية الـ 1880 حتى أوائل الـ 1930، نوعية أداء الڤودڤيل يتكون من سلسلة من فصول وأعمال لا علاقة لها ببعضها يجمعها قانون مشترك، أنواع الأعمال تتضمن أعمال الموسيقيين الشعبية والكلاسيكية والمغنيين والراقصين والكوميديين والحيوانات المدربة والسحرة ومنتحلي الإناث والذكور والأكروبات والأغاني المصورة واللاعبين، ومسرحيات من فصل واحد أو مشاهد من مسرحيات والرياضيين ومحاضرات المشاهير والمنشدين والأفلام، وغالبًا ما يشار إلى أداء الڤودڤيل على أنه «ڤودڤيلي».
الڤودڤيل كان واحد من أكثر أنواع الترفيه شعبية في أمريكا الشمالية لعدة عقود.